# Benvenuto Cellini
Pour les articles homonymes, voir Benvenuto Cellini (homonymie).

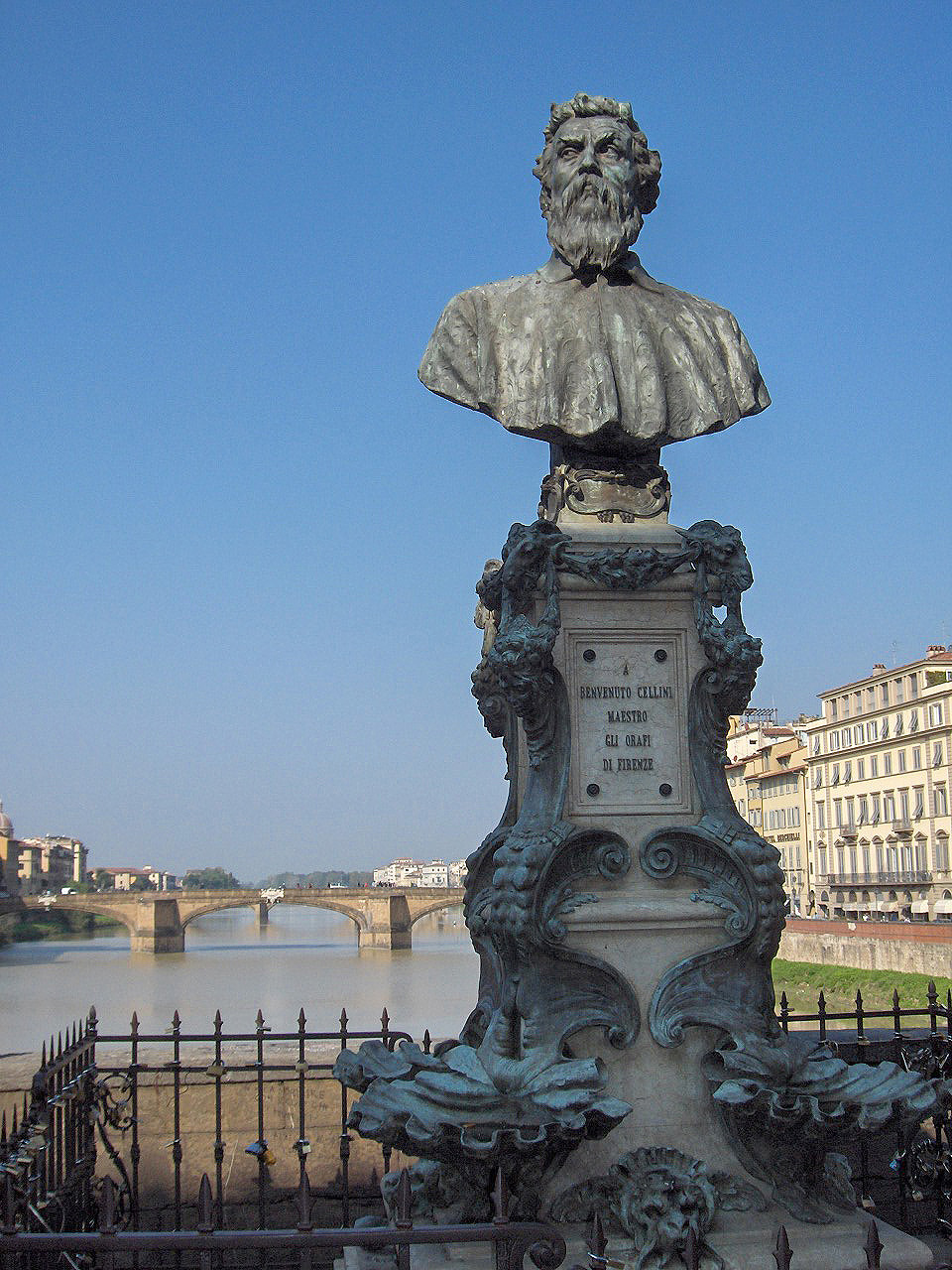
Raffaello Romanelli, Buste de Benvenuto Cellini sur le Ponte Vecchio à Florence.

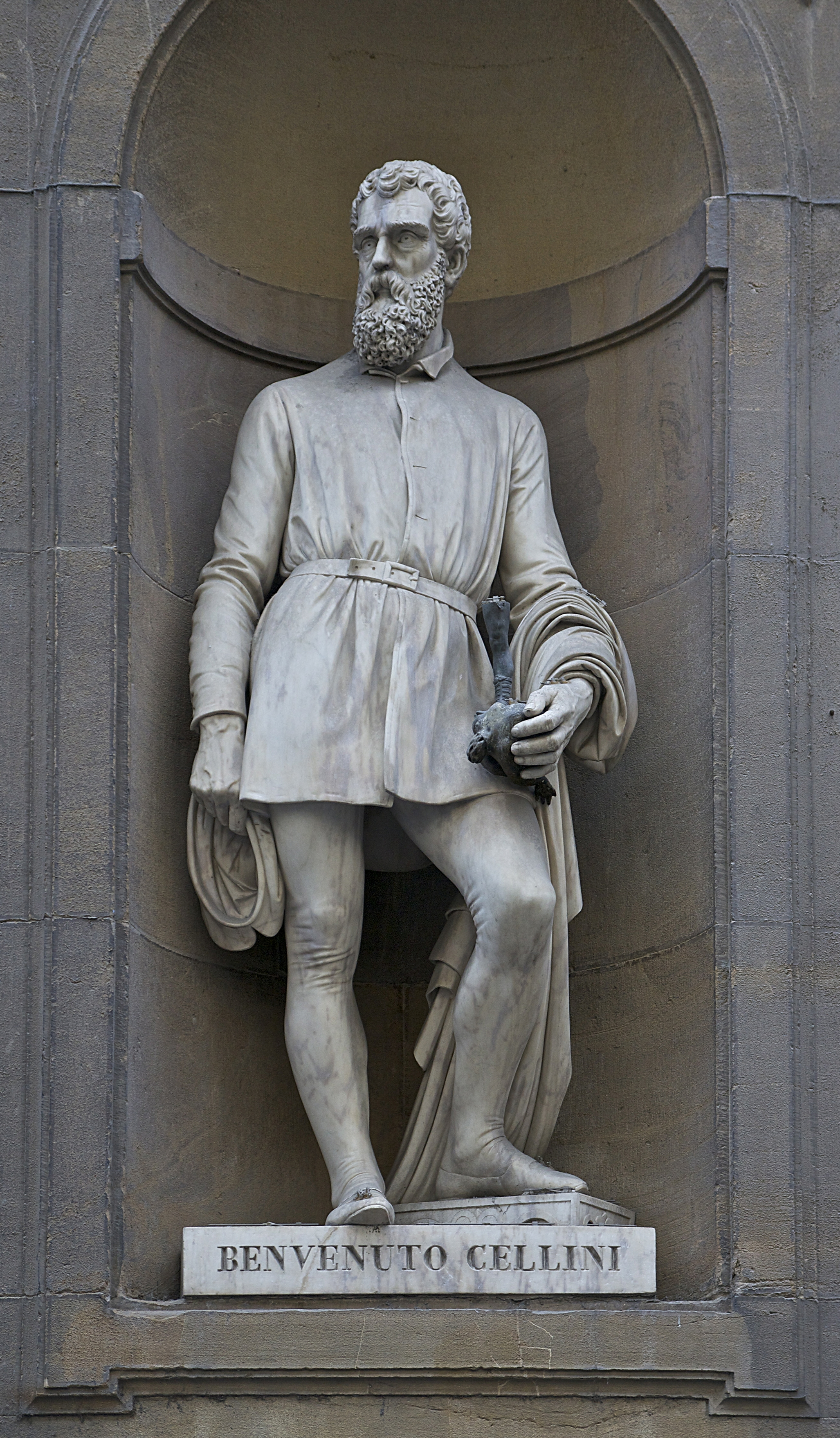
Sa statue au piazzale des Offices de Florence.

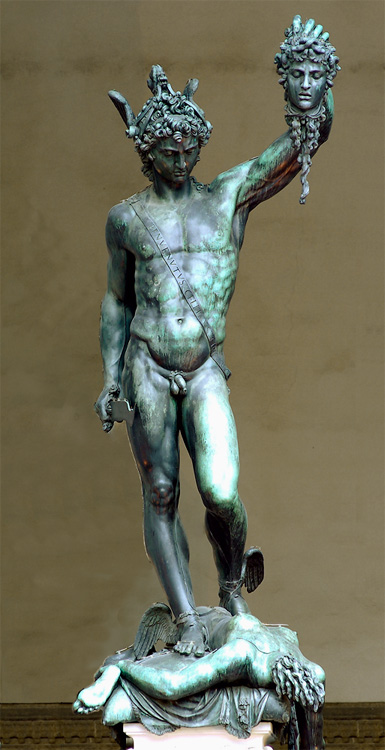
Persée tenant la tête de Méduse, Florence, Loggia des Lanzi.

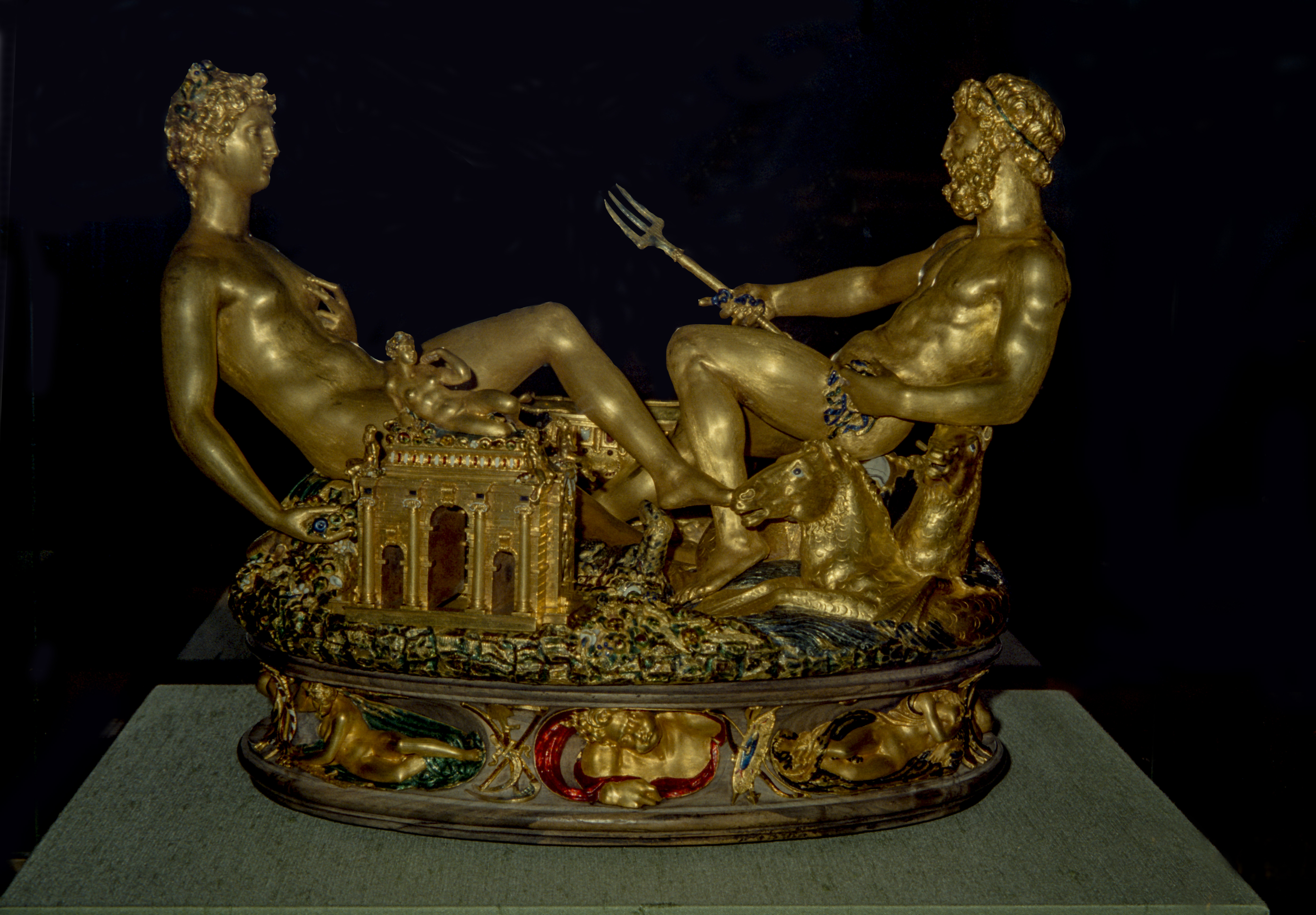
Neptune et Cybèle, salière créée pour François Ier, Vienne, Kunsthistorisches Museum.

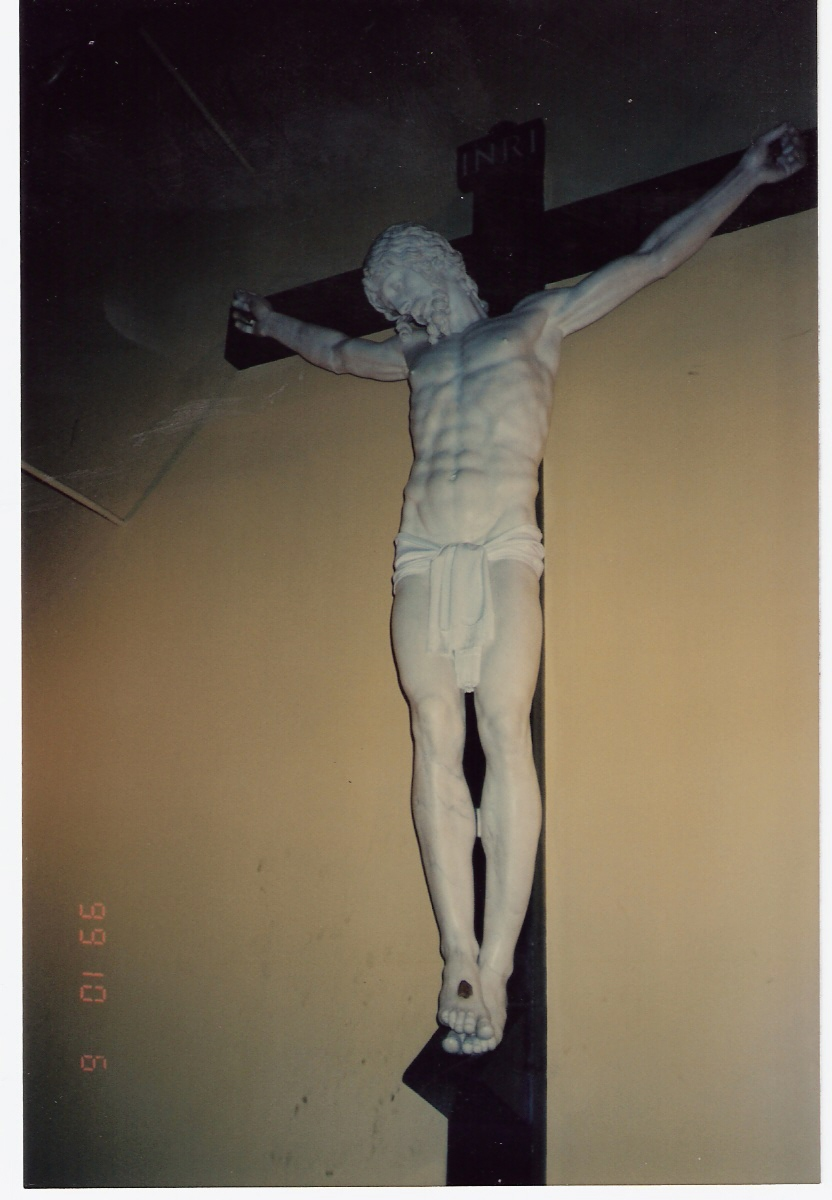
Crucifix, San Lorenzo de El Escorial, Monastère de l'Escurial (Castille).

Benvenuto Cellini, né, selon les sources, le 1er, le 2 ou le 3 novembre 1500 à Florence, mort dans la même ville le 13 février 1571, est un orfèvre, sculpteur, fondeur, médailleur, dessinateur et écrivain de la Renaissance italienne, qui appliqua les techniques et la précision de l'orfèvrerie à son travail de sculpteur.

## Biographie
Benvenuto Cellini naît à Florence. Son père, Giovanni Cellini, fils d'un maçon, est musicien et facteur d'instruments. Il épouse Maria Lisabetta Granacci, dont il a plusieurs enfants, Benvenuto étant le second. Il est ainsi nommé parce que son père s'attendait à avoir une fille. Son père tente de l'orienter initialement vers une carrière musicale, le jeune Benvenuto montrant des prédispositions pour la flûte et le chant.

### Les débuts
En 1515, Benvenuto est admis comme apprenti dans l'atelier d'orfèvrerie de Michelangelo Brandini (it) (père du sculpteur Baccio Bandinelli qui deviendra le rival de Cellini), puis dans celui de Marconi. Quelques années plus tard, le Conseil des Huit de Florence décide de l'exiler pour son implication dans différentes altercations. Il vagabonde à Bologne, Pise, Rome et étudie chez différents orfèvres, avant de se retrouver à Rome en 1522.

### Les années à Rome
Clément VII le remarque et le fait venir à ses côtés. Cellini reçoit plusieurs commandes pour des vases en argent, des chandeliers et des aiguières qu'il fabrique avec un soin qui lui attire les éloges. Cette période prospère prend brutalement fin avec l'invasion des troupes impériales de Charles Quint. Cellini se signale par sa bravoure, pendant le sac de Rome (1527), en défendant le château Saint-Ange assiégé par le connétable de Bourbon Charles III, qu'il tua, dit-il, lui-même d'un coup d'arquebuse ; d'autres historiens évoquent le geste d'un prêtre dénommé Brantôme.
Après la reddition, Cellini doit retourner à Florence, mais il revient bientôt, appelé par le pape Clément VII qui lui commande un important travail, un fermail pour sa chape. Ce magnifique bijou en or, serti de pierres précieuses, sera fondu en 1797 dans le cadre du traité de Tolentino afin de défrayer une partie des indemnités dues par le pape Pie VI à Napoléon. La commande du fermail lui attire cependant l'inimitié d’un autre orfèvre, Pompeo de’ Capitanis, jaloux du succès de Cellini. L'animosité entre les deux hommes augmente au point où Cellini assassine Pompeo en pleine rue. Protégé un temps par le nouveau pape, Paul III, Cellini est finalement accusé d'avoir volé des pierres précieuses appartenant au trésor papal durant le siège de Rome. Emprisonné, mais s'estimant victime d’une injustice, Cellini réussit à s'échapper. Il se fracture cependant la jambe, est de nouveau arrêté et enfermé au château Saint-Ange. Il n'en sortira que plusieurs mois plus tard, grâce au cardinal Hippolyte II d'Este de Ferrare qui intercède auprès de Paul III.

### À la cour de FrançoisIer
À sa libération, en 1540, Cellini se rend en compagnie du cardinal à la cour du roi de France François Ier qui souhaite le prendre à son service. Le roi lui commande une série de douze porte-flambeaux, grandeur nature, destinés à éclairer sa table. Soucieux de bien faire et de prouver sa valeur, Cellini se disperse dans plusieurs réalisations. Seul le porte-flambeau en argent à l’effigie de Jupiter, aujourd’hui perdu, verra le jour. Il se considère comme un artiste incompris, son caractère colérique et orgueilleux lui valant d'être surnommé « maledetto fiorentino » (maudit florentin).
Cellini profitera de ses installations pour expérimenter la technique de la fonte en bronze. Il réalise un buste de Jules César, ainsi que la célèbre Nymphe de Fontainebleau, aujourd'hui à Paris au musée du Louvre. Ce relief de quatre mètres de large était destiné au tympan de la Porte dorée du château de Fontainebleau et devait s'inscrire dans un ambitieux projet de recomposition de la principale entrée de la résidence royale. Cellini n'eut cependant pas le temps de terminer la fonte des piédroits, qui devaient prendre la forme de deux satyres, et la Nymphe ne fut jamais posée à Fontainebleau, mais installée, après le départ de Cellini, au château d'Anet.
Il signe également son chef-d’œuvre d’orfèvrerie, la salière représentant Cybèle, déesse de la terre et Neptune, dieu de la mer. Entre les deux, un récipient en forme de barque est prévu pour le sel, rencontre de la Mer et de la Terre. Des boules d’ivoire encastrées sous le socle permettent de déplacer la salière sur la table, au gré des convives. La salière, qui mesure trente-cinq centimètres de large par vingt-cinq de haut, constitue l’unique objet d’orfèvrerie de Cellini qui n’a pas été perdu. Elle est conservée à Vienne, après avoir été donnée par Charles IX aux Habsbourg.

### Le retour à Florence et le Persée
Mais bientôt, soumis à des intrigues et impliqué dans des poursuites, Cellini tombe en disgrâce, surtout à cause de la duchesse d'Étampes qui le déteste. En 1545, il se résout à retourner à Florence où Cosme Ier de Toscane le prend à son service. Il lui commande une statue à ajouter aux chefs-d’œuvre, dont le David de Michel-Ange, qui ornent déjà la Piazza della Signoria.
Le sujet choisi est Persée, personnage mythologique de la Grèce antique. Plusieurs thèmes sont juxtaposés dans ce mythe antique : les exploits d’un héros, le destin inévitable, la malédiction, le triomphe sur le mal et bien d’autres. Par cette commande, Cosme Ier voulait marquer la Loggia de son empreinte. Il avait demandé que la tête de Méduse soit brandie dans les airs par Persée, pose destinée à illustrer le triomphe du bien et de la vertu. Mais plus subtilement, le duc cherchait à symboliser la victoire des Médicis sur les républicains de Florence qui les avaient expulsés de la ville en 1494.
Le défi était de taille. En raison des éléments trop fragiles (ailes des sandales et du casque, sabre à la lame recourbée, bras tendu tenant la tête de Méduse, etc.) pour les sculpter dans le marbre, Cellini décide de recourir au bronze, en dépit de la hauteur projetée de six mètres. La technique de fonte des bronzes de grande taille était cependant perdue depuis l'Antiquité. Des bronzes équestres comme le Marc Aurèle étaient devenus des énigmes techniques. Aussi, pour faciliter la réalisation, ainsi que pour des raisons esthétiques, il coupe en deux la hauteur totale de la statue. Du pied droit de Persée à la tête de Méduse, la hauteur retenue est de 3,15 mètres, le reste étant consacré à un socle en marbre de 3 mètres pour la statue. De plus, comme la statue devait être placée sous une arcade, et non dos à un mur, il devait s'assurer que la statue soit harmonieuse de tous les points de vue possibles.
Après neuf ans d'efforts, d'obstacles et de tensions de toutes sortes, l'œuvre est enfin dévoilée au public le 27 avril 1554. Le Persée vaudra à Cellini l'admiration unanime. Mais malgré ce succès, la tension avec le duc demeure vive. De fait, Cellini ne recevra plus aucune commande d'importance.

### Les dernières années
Durant ses dernières années, Cellini écrit ses Mémoires sous le titre Vie de Benvenuto Cellini par lui-même. Ils furent rédigés de 1558 à 1567, puis il les interrompt pour publier, à Florence en 1568, le Traité sur la sculpture et la manière de travailler l'or. Son autobiographie est un récit vivant et coloré, parfois rocambolesque, des multiples péripéties de son existence. Elle reste l'une des autobiographies les plus célèbres de la Renaissance.
Il sculpte en 1556-1557 sa dernière œuvre majeure, un Crucifix de marbre qu'il destine à l'origine à son propre tombeau. Le crucifix est composé de deux blocs, un en marbre noir de Carrare, l'autre en marbre blanc à grain très fin. Le bloc noir servit à tailler la croix ; le blanc, le Christ, grandeur nature. Le Christ est représenté presque entièrement nu, dans une position douloureuse et très expressive, et dans la veine maniériste de l’époque. Le duc Cosme Ier, impressionné par le résultat, l’acheta à Cellini. Le duc François Ier de Médicis le fera ensuite installer en 1565 au palais Pitti, avant de l'offrir au roi Philippe II d'Espagne. Il est aujourd'hui exposé à l'Escurial.
Benvenuto Cellini meurt le 13 février 1571 et il est enterré à Florence dans l'église de Santissima Annunziata.

## Œuvres

### Sculpture
- Persée tenant la tête de Méduse, 1554, Florence, Loggia dei Lanzi.
- Nymphe de Fontainebleau, 1542, bronze, musée du Louvre, Paris.
- Narcisse, marbre, Musée national du Bargello, Florence.
- Cosimo I de Medici, 1545-1547, bronze, Musée du Bargello, Florence.
- Ganymède et l'Aigle, v.1548, marbre, Musée du Bargello, Florence. Il s'agit de la restauration d'un torse antique par Cellini.
- L'Enlèvement de Ganymède, 1547, bronze, Musée du Bargello, Florence.
- Apollon et Hyacinthe, 1540, marbre, Musée du Bargello, Florence.
- Danaé et son fils Persée, bronze, 1552, Musée du Bargello, Florence.
- Satyre, 1542, bronze, J. Paul Getty Museum, Los Angeles.
- Crucifix de marbre (1556-1557), conservé à l'Escurial.
- Un Christ en ivoire de 93 centimètres qui lui est attribué a été exposé de 1968 à 1995, année où il fut volé, en la collégiale Notre-Dame-de-Grâce de Sérignan dans l'Hérault. Don du pape Pie VII au cardinal Isoard de Vauvenargues, cette œuvre est classée au patrimoine historique.
- National Gallery of Art, Washington D.C. :
  - Alessandro de' Medici, 1510-1537, premier duc de Florence 1532, 1500-1571,
  - Pégase sur la Fontaine Hippocrene, 1537/1547.
  - Saints Côme et Damien, 1500/1571.
- Flacon, vers 1550, en fer damasquiné en or et en argent, hauteur 33 cm, Novare - Italie, Urbano Quinto Collection.
- Clé du secret du coffre, 1550-1555, fer sculpté dans une seule pièce, ciselé, gravé et ajouré, hauteur 11 cm, Novare - Italie, Urbano Quinto Collection.
- Buste en bronze de Bindo Altoviti.

### Orfèvrerie
- Neptune et Amphitrite, salière en ébène et or en partie émaillé. Vienne, Kunsthistorisches Museum. Elle fut réalisée pour François Ier, roi de France. Estimée entre 35 et 50 millions d'euros en 2006, elle avait été volée par un voleur amateur en mai 2003 et récupérée en 2006 peu abîmée[9].

## Dans les arts et la culture

### Littérature

#### Roman
- Il est le premier artiste à écrire son autobiographie « Vita », impertinente et irrévérencieuse[10], éditée pour la première fois en 1728 et traduite par Goethe en 1803.
- Alexandre Dumas en fait le héros de son roman Ascanio ou l'Orfèvre du roi (1843), très librement adapté des Mémoires de Cellini.
- Mémoires de Benvenuto Cellini, orfèvre et sculpteur florentin, Traduction par Léopold Leclanché. Paulin, 1847, Tome 1.
- Giorgio Vasari écrit à l'égard de Cellini « qui a été en tout audacieux, fier, vivace, rapide, terrible, capable de dire leur fait aux princes autant que d'employer son esprit et sa main aux œuvres d'art » (1568)[11].
- Messire Benvenuto de François Guérin (2001)[12].
- Il est l'un des personnages du roman de Laurent Binet Perspective(s) paru en 2023 aux éditions Grasset.

#### Bande dessinée
- Il est un des personnages dans le tome 4 : Les clefs de Saint Pierre de L'Histoire secrète publiée aux Éditions Delcourt (2006).

### Filmographie

#### Cinéma
- 1904 : Benvenuto Cellini ou Une curieuse évasion, court-métrage de Georges Meliès.
- 1934 : Les Amours de Cellini de Gregory La Cava, joué par Fredric March.
- 1953 : Il Sacco di Roma de Ferruccio Cerio, joué par Luigi Tosi.
- 1963 : L'Aigle de Florence de Riccardo Freda avec Brett Halsey.
- 1990 : Cellini, l'or et le sang de Giacomo Battiato, joué par Wadeck Stanczak.

#### Télévision
- 1972 : L'épisode 8 Benvenuto Cellini de Les Évasions célèbres lui est consacré.

### Théâtre
- 1852 : Benvenuto Cellini, drame en 5 actes et 8 tableaux de Paul Meurice, inspiré du roman de Dumas et où Étienne Mélingue joue le rôle principal.
- 2001 : Cellini de John Patrick Shanley.

### Opéra
- 1838 : Benvenuto Cellini d'Hector Berlioz.
- 1890 : 
  - Ascanio de Saint-Saëns sur un livret de Louis Gallet, tiré de la pièce de Paul Meurice.
  - Benvenuto Cellini d'Eugène-Emile Diaz de la Pena, contient l'air « De l'art splendeur immortelle ».
- 1945 : The Firebrand of Florence (L'incendie de Florence), de Kurt Weill, livret de Edwin Justus Meyer et Ira Gershwin.

## Galerie

Œuvres de Benvenuto Cellini
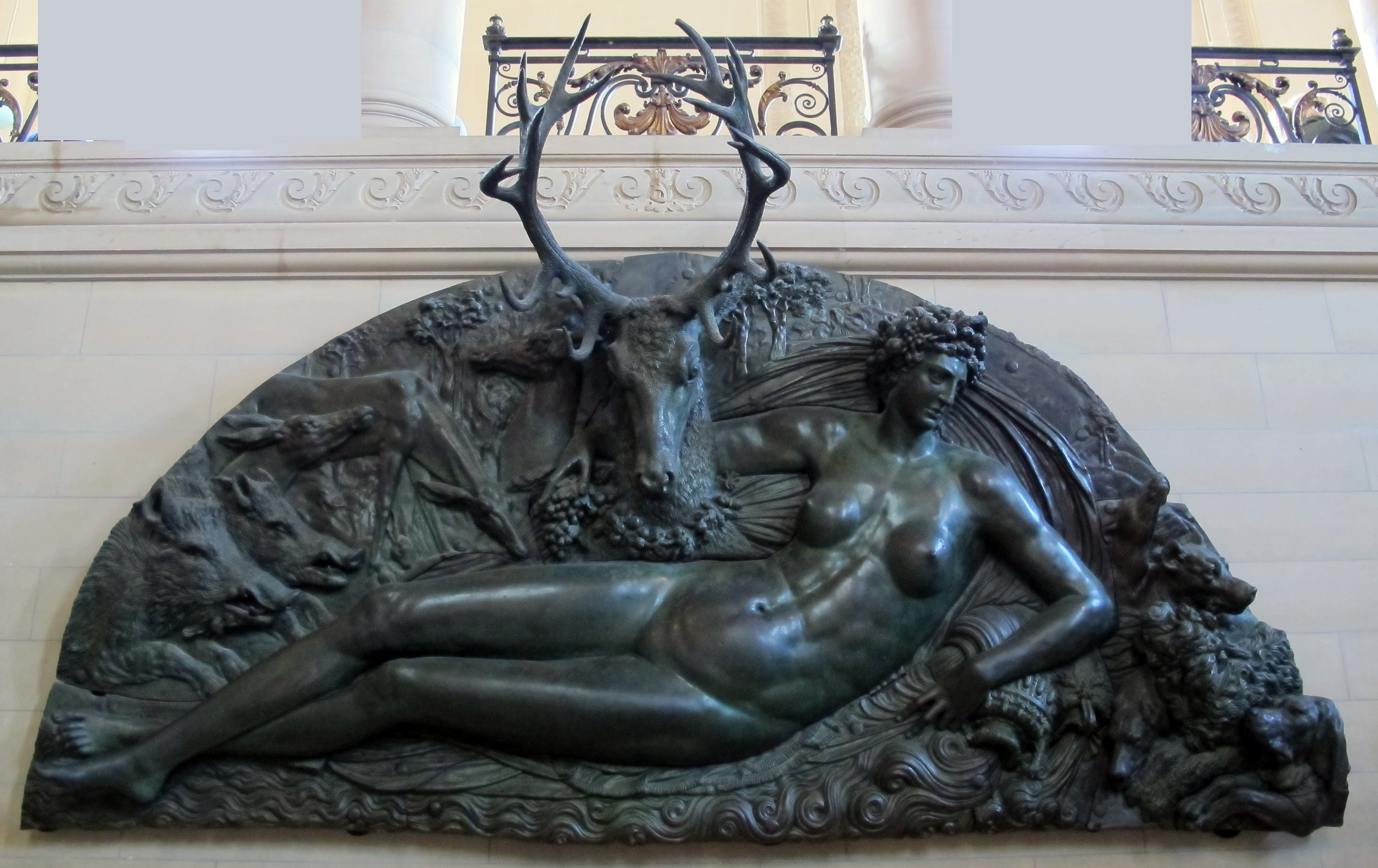
Nymphe de Fontainebleau, Paris, musée du Louvre.
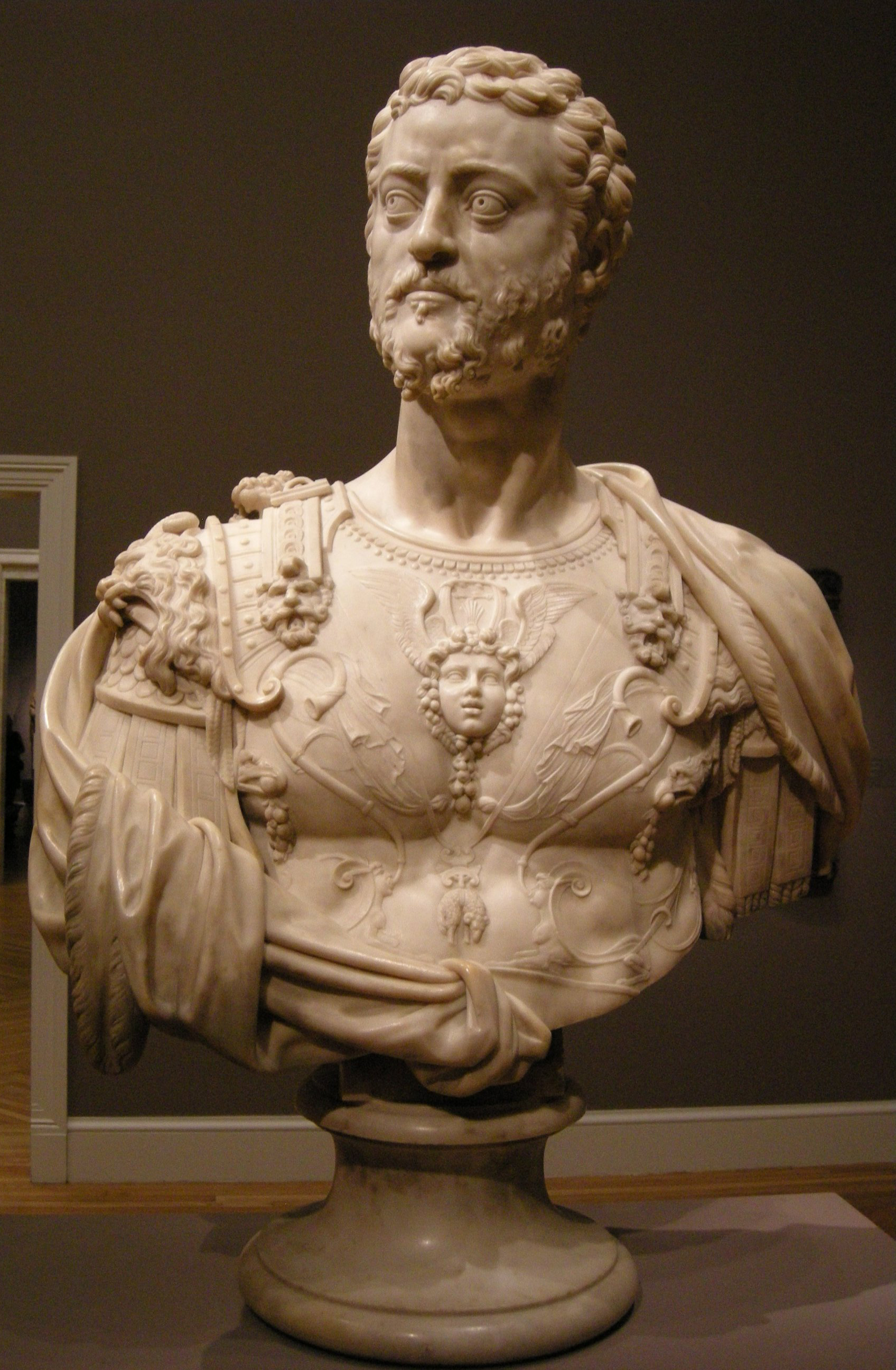
Buste du duc Cosme Ier, San Francisco, California Palace of the Legion of Honor.
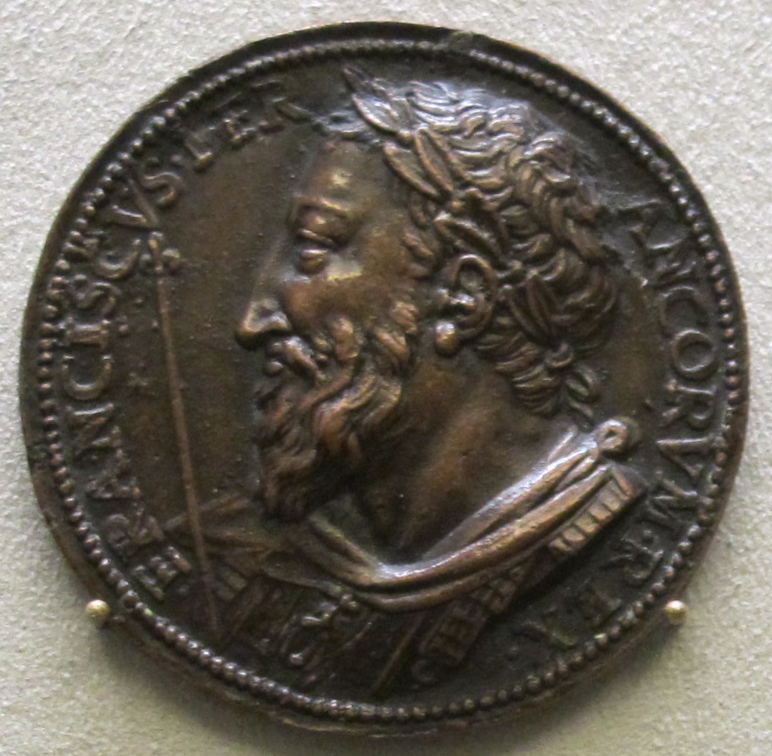
Médaille frappée à l'effigie du roi François Ier, Berlin, musée de Bode.

## Iconographie
- Portrait en pied de Benvenuto Cellini , par Jean-Jacques Feuchère (1807-1852)[réf. nécessaire]